# Basalys tripartita
Basalys tripartita is een vliesvleugelig insect uit de familie van de Diapriidae. De wetenschappelijke naam van de soort is voor het eerst geldig gepubliceerd in 1868 door Marshall.